# Rob Friend
Robert „Rob“ Douglas Friend (* 23. Januar 1981 in Rosetown, Saskatchewan) ist ein ehemaliger kanadischer Fußballspieler. Er ist 1,95 Meter groß und beschreibt sich selbst als Spieler, der „im Spiel seinen Körper im Strafraum einzusetzen vermag“.

## Karriere

### Vereinskarriere

#### Erste Karriereschritte in Norwegen und den Niederlanden

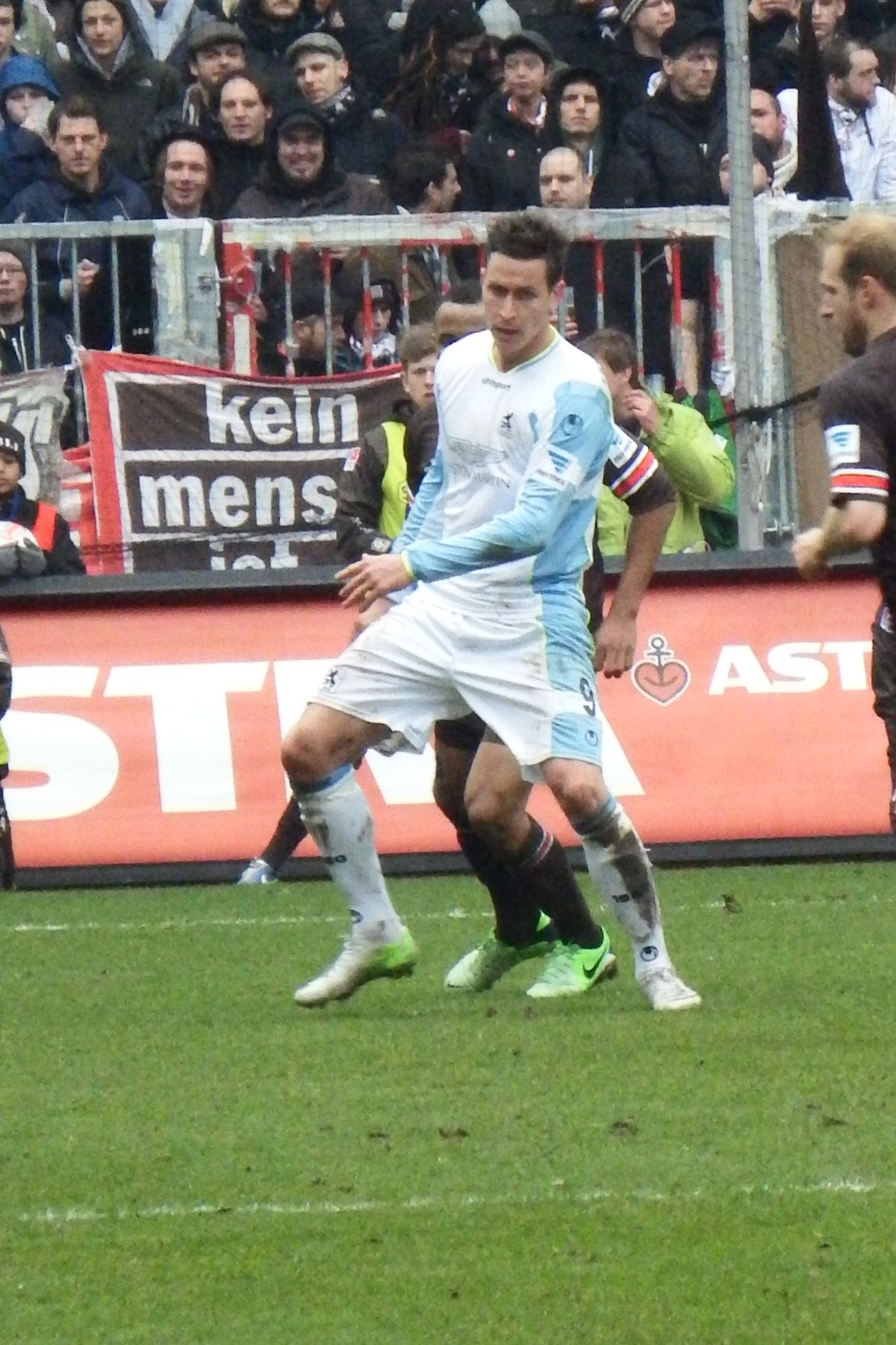
Rob Friend 2013 bei 1860 München

Im Jahre 2003 wechselte der damals 22-jährige Friend zum norwegischen Club Moss FK. Dort war er allerdings nur ein Jahr aktiv, blieb daraufhin zwar in Norwegen, spielte dann aber für den Molde FK. Im Jahr 2006 wechselte er zum SC Heerenveen. Anfang 2007 wurde er an Heracles Almelo ausgeliehen, bevor der Stürmer zum 1. Juli 2007 zum Zweitligisten Borussia Mönchengladbach wechselte.

#### Borussia Mönchengladbach und Hertha BSC
Sein erstes Tor gelang ihm am 17. September 2007 im Auswärtsspiel in Aue, das Mönchengladbach mit 3:2 gewann. Am 26. Oktober 2007 erzielte Friend beim 3:1-Auswärtssieg in Fürth alle drei Treffer für Mönchengladbach. Es war für ihn der erste „Dreierpack“ in seiner Profilaufbahn. Insgesamt erzielte Friend in der Saison 2007/08 18 Tore in 33 Spielen; damit trug er zum sofortigen Wiederaufstieg der „Fohlen“ bei. Sein laufender Vertrag wurde im April 2008 vorzeitig bis Ende Juni 2012 verlängert, allerdings unterschrieb er im Juni 2010 einen Dreijahresvertrag beim Zweitligisten Hertha BSC, für den er am 20. August 2010 im Spiel gegen Rot-Weiß Oberhausen sein Debüt gab, als er direkt in der Startelf stand, sich in der 18. Spielminute aber verletzte und für Marco Djuricin ausgewechselt wurde.

#### Eintracht Frankfurt
In der Sommerpause 2011 wechselte Friend zum Bundesligaabsteiger Eintracht Frankfurt. Am 7. Spieltag erzielte er im Auswärtsspiel gegen den FC Energie Cottbus bei seinem ersten Einsatz für die Eintracht den Treffer zum zwischenzeitlichen 1:2. Friend setzte sich in der Zweitligasaison 2011/12 unter Armin Veh allerdings nicht durch und kam im Verlauf der Runde auf lediglich einen Einsatz in der Startelf sowie elf Einwechslungen und ein Tor.

#### TSV 1860 München
Im Januar 2013 wurde Friend bis Ende Juni 2014 an den Zweitligisten TSV 1860 München verliehen. Bis Sommer 2013 kam er bis auf ein Spiel immer zum Einsatz, er schoss vier Tore und bereitete drei weitere vor. Im Laufe der Saison 2013/14 kam Friend jedoch immer weniger zum Einsatz und verließ am 13. Januar 2014 den Verein auf eigenen Wunsch und löste auch seinen bestehenden Vertrag bei Eintracht Frankfurt auf.

#### Los Angeles Galaxy
Am 13. Januar 2014 wechselte Friend nach seiner Vertragsauflösung in die nordamerikanische Major League Soccer und unterschrieb einen Vertrag bis zum 31. Dezember 2014 bei Los Angeles Galaxy. Am 10. Dezember 2014 gab er seinen Rücktritt vom Profifußball bekannt. 

### Nationalmannschaft

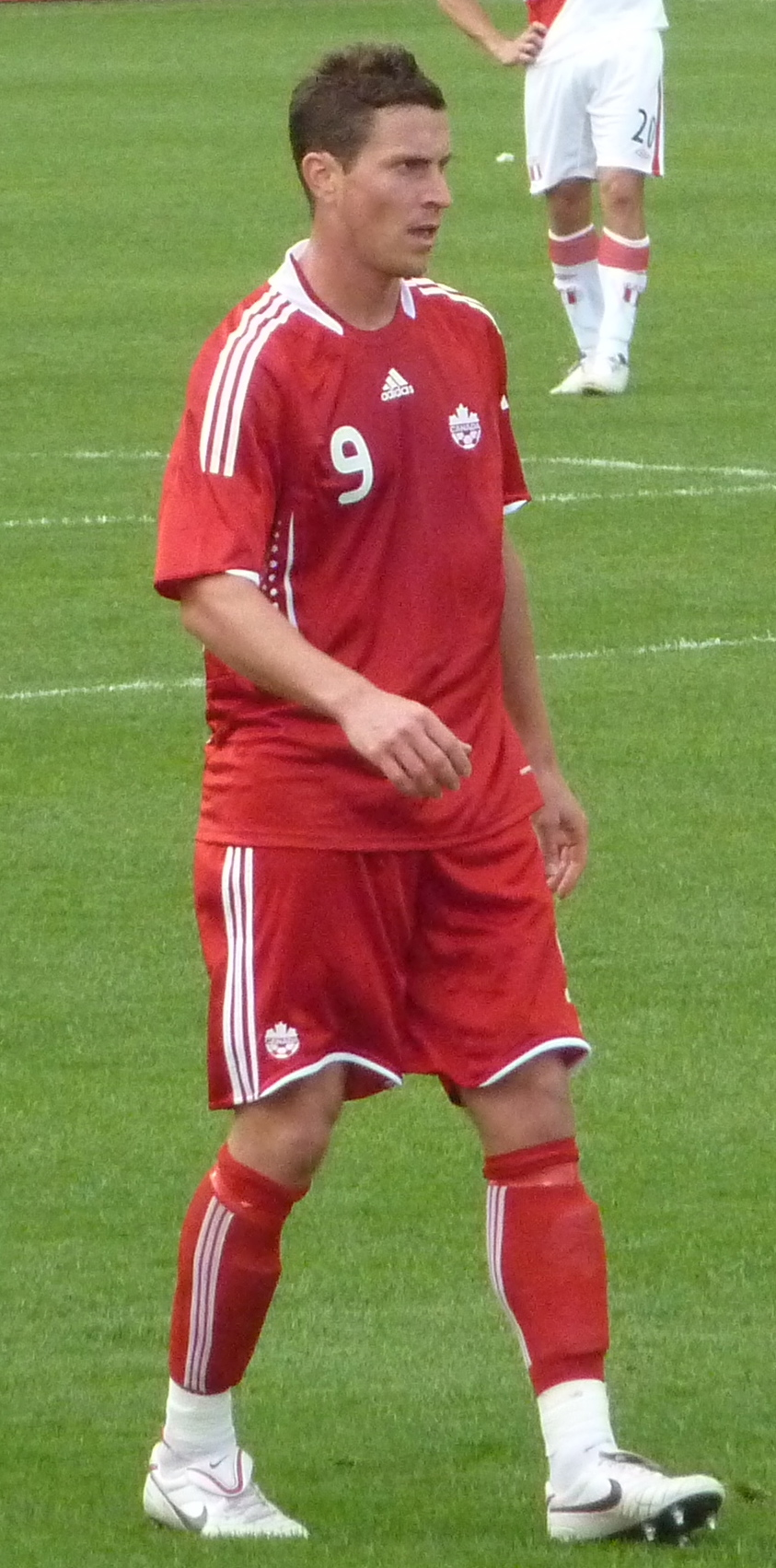

Rob Friend wurde seit seinem Debüt am 18. Januar 2003 30 Mal in der A-Nationalmannschaft seines Landes eingesetzt. Am 4. September 2006 erzielte er gegen Jamaika sein erstes Länderspieltor. In der Qualifikation verpasste er mit Kanada die Teilnahme an der Weltmeisterschaft 2010.
Mit der kanadischen U-20-Auswahl nahm Friend 2001 an der Junioren-WM in Argentinien teil und kam dort in der Partie gegen Brasilien zum Einsatz. Mit der U23 spielte er bei den „Jeux de la Francophonie“ 2001 und erzielte in einem Spiel der Olympiaqualifikation gegen die Amerikanischen Jungferninseln sechs Treffer bei einem 14:0-Sieg.